# Matière noire tiède
 (mai 2025).
La matière sombre tiède (en abréviation WDM, de l'anglais warm dark matter) est une forme hypothétique de la matière noire dont les propriétés se situent à mi-chemin de celles des matières noires chaude et froide, ce qui entraîne que la formation des structures est un phénomène ascendant à partir d'une échelle supérieure à celle de leur mouvement libre, et un phénomène descendant en dessous de cette échelle. Les candidats les plus fréquents à cette identité sont les neutrinos stériles et les gravitinos. Les WIMPs (weakly interacting massive particles (ou particules massives à faible interaction), lorsqu'ils ne sont pas produits par un processus thermique, pourraient être candidats pour de la matière noire chaude. Cependant, en général, les WIMPS produits par des processus thermiques sont plutôt des candidats pour la matière noire froide.